# Juiced
Juiced är ett tv-spel till Playstation 2, Xbox, Windows och vissa mobiltelefoner. Spelet skulle från början släppas 2004, men sköts upp eftersom utgivaren Acclaim gick i konkurs. Spelet togs senare upp av THQ och försenades ytterligare medan det förändrades något. Spelet släpptes slutligen i juni 2005.
Spelet innehåller ett karriärläge och ett arkadläge, och spelaren kan förändra bilen enligt smak och även låsa upp nya bilar i arkadläget. Spelet är starkt inspirerat av Need for Speed Underground-serien, men racingstilen har en mer realistisk ambition i stil med Gran Turismo. Bilarna kan skadas, och skadorna syns tydligt på bilarna. Dessa skador måste lagas innan spelaren kan trimma bilen.

## Lista över bilar i spelet
- Acura Integra Type R '99
- Acura RSX TYPE-S
- Acura NSX
- Chevrolet Camaro Z28
- Chevrolet Camaro
- Chevrolet Corvette
- Chevrolet Corvette Z06
- Dodge Charger '69
- Dodge Neon R/T
- Dodge SRT-4
- Dodge Viper GTS
- Fiat Punto 1.8 HGT
- Ford Mustang '67
- Ford Focus SVT
- Ford Focus ZTS '04
- Ford Falcon XR8
- Ford Mustang GT '99
- Holden Monaro CV8
- Honda Del Sol Si
- Honda Civic DX
- Honda Civic Type R(EP3)
- Honda CR-X(EF8)
- Honda Integra Type R(DC2)
- Honda Integra Type R '02(DC5)
- Honda NSX(NA1)
- Honda Prelude VT(BB1)
- Honda S2000(AP1)
- Mazda MX-5 Miata
- Mazda RX-7(FD3S)
- Mazda RX-8
- Mitsubishi FTO
- Mitsubishi Eclipse GSX
- Mitsubishi Lancer Evolution VI
- Mitsubishi Lancer Evolution VIII MR
- Mitsubishi 3000GT(Z16)
- Nissan 300ZX
- Nissan 350Z
- Nissan Skyline GT-R(BNR34)
- Opel/Vauxhall Corsa Sri 1.8i 16V
- Pontiac Firebird
- Peugeot 206 GTI
- Renault Clio Sport 2.0 16 V
- Subaru Impreza 22B STi(GC8)
- Subaru Impreza WRX STi(GDB)
- Toyota Corolla 1.6
- Toyota Celica SS-I(ST202)
- Toyota Celica SS-II(ZZT231)
- Toyota MR2 (SW20)
- Toyota MR-S
- Toyota Supra (JZA80)
- Volkswagen New Beetle
- Volkswagen Golf MKIV
- Volkswagen Corrado